# Ліберальний соціалізм
Ліберальний соціалізм — це політична філософія, що включає ліберальні принципи в соціалізмі. Цей синтез розглядає лібералізм як політичну теорію, яка сприймає внутрішню свободу людського духу як даність і утверджує свободу як мету, засіб і правило спільного людського життя. Соціалізм сприймається як спосіб реалізації цього визнання волі через політичну та економічну автономію і звільнення від лещат насущної матеріальної необхідності.

## Значення
Ліберальний соціалізм був особливо помітний у англійській та італійській політиці. Його основні ідеї можна простежити до Джона Стюарта Мілля, який теоретизував, що капіталістичні суспільства повинні відчувати поступовий процес соціалізації через підприємства, контрольовані робітниками, що співіснують із приватними підприємствами. Міль відкидав централізовані моделі соціалізму, які, на його думку, можуть перешкоджати конкуренції та творчості, але він стверджував, що представництво необхідне для вільного уряду, і демократія не може існувати, якщо економічні можливості не розподілені належним чином, тому він уявляв демократію не лише як форму представницького уряду, а й як усю соціальну організацію. Хоча деякі соціалісти вороже ставляться до лібералізму, звинувачуючи його в тому, що він «служить ідеологічним прикриттям для розпусти капіталізму», зазначається, що «мети лібералізму не так вже й сильно відрізняються від цілей соціалістів», хоча ця схожість цілей описується як оманливе через різного значення, яке лібералізм та соціалізм надають свободі, рівності та солідарності. Однак ліберальний соціалізм іноді використовується в тому ж значенні, що і сучасний соціальний лібералізм або права соціал-демократія.
Відповідно до Яну Ханту, ліберальний соціалізм — це альтернативний соціальний ідеал, заснований на соціалістичній ідеї Карла Маркса, та на ліберальній Джона Роулза. Принципи, які можна описати як ліберальний соціалізм, засновані на роботах ліберальних, ліволіберальних, радикальних, соціалістичних та анархічних економістів та філософів, таких як Роберто Ардіго, Едуард Бернштейн,Генрі Чарльз Кері, Жан Іполит Колінс де Хем, Джон Дьюї, Ойген Дюрінг, Франсуа Ює, Джон Стюарт Мілль, Вільям Огілві, Томас Пейн, Карл Поланьї, П'єр-Жозеф Прудон, Карло Росселлі, Томас Спенс, Герберт Спенсер, Адам Сміт та Леон Вальрас. Хоча вони і не були ліберальними соціалістами, концепція землі таких економістів і філософів, як Генрі Джордж і Адам Сміт, вплинула ліберальну соціалістичну традицію.